# Marnick Vermijl
Marnick Danny Vermijl, né le 13 janvier 1992 à Peer, est un footballeur belge qui évolue au poste de défenseur à MVV Maastricht en prêt de Preston.

## Biographie

### En club
Il atteint les demi-finales de la Coupe des Pays-Bas en 2014 avec l'équipe du NEC Nimègue.
Le 2 février 2015, il rejoint le club anglais de Sheffield Wednesday. Le 6 août 2015, il est prêté pour une saison à Preston North End.
Le 31 août 2016, il rejoint Preston.
Le 31 janvier 2018, il est prêt à Scunthorpe United.
Le 31 août 2018, il est prêté à MVV Maastricht. À l'issue de la saison 2018-2019, il est libéré par Preston.

### En équipe nationale
Il participe au Tournoi de Toulon en 2013 avec la sélection belge.